# 農業保険法
農業保険法（のうぎょうほけんほう、昭和22年12月15日法律第185号）は、農業経営の安定を図るため、災害その他の不慮の事故によって農業者が受けることのある損失を補填する共済の事業ならびにこれらの事故および農産物の需給の変動その他の事情によって農業者が受けることのある農業収入の減少に伴う農業経営への影響を緩和する保険の事業を行う農業保険の制度を確立し、もって農業の健全な発展に資すること（1条）に関する日本の法律である。2018年（平成30年）4月1日の法改正までは農業災害補償法（のうぎょうさいがいほしょうほう）という題名であった。略称は、農災法（のうさいほう）である。

## 概要
この法律に基づき全国各地に農業共済組合が組織され、実際の補償業務を行っている。法律で定められた保険事業であるため、掛金に対し国が補助を行っていることが特徴的である。
第193回国会で、2017年（平成29年）6月16日に成立した農業災害補償法の一部を改正する法律（平成29年6月23日法律第74号）により、農業災害補償制度を農業保険制度に改めるなどの大きな改正が行われ、あわせて題名が農業保険法に改正された。この改正は、2018年（平成30年）4月1日から施行された。
農業災害補償制度では、特に作物を対象としたものについては対象品目が限定的であり、加えて災害などによる収穫量の減少が対象で、価格低下などは対象外であるなどの問題があった。農業保険制度は、既存の各種作物・家畜の農業共済に加えて、農家の売上の減少を補償する収入保険を加えたかたちに改正されており、2019年（平成31年）1月1日から実施されている。

## 構成
- 第1章 総則（第1条―第19条）
- 第2章 農業共済団体の組織
  - 第1節 組合員（第20条―第25条）
  - 第2節 設立（第26条―第36条）
  - 第3節 管理（第37条―第64条）
  - 第4節 解散及び清算（第65条―第90条）
  - 第5節 特定合併及び事業譲渡（第91条―第96条）
- 第3章 農業共済事業等
  - 第1節 農業共済事業
    - 第1款 通則（第97条―第134条）
    - 第2款 農作物共済（第135条―第139条）
    - 第3款 家畜共済（第140条―第146条）
    - 第4款 果樹共済（第147条―第151条）
    - 第5款 畑作物共済（第152条―第156条）
    - 第6款 園芸施設共済（第157条―第161条）
    - 第7款 任意共済（第162条・第163条）

  - 第2節 農業共済責任保険事業（第164条―第174条）
- 第4章 農業経営収入保険事業（第175条―第190条）
- 第5章 政府の再保険事業等
  - 第1節 農業共済責任保険事業に係る再保険事業（第191条―第199条）
  - 第2節 農業共済事業に係る保険事業（第200条―第203条）
  - 第3節 農業経営収入保険事業に係る再保険事業（第204条―第207条）
- 第6章 監督（第208条―第213条）
- 第7章 独立行政法人農林漁業信用基金の農業保険関係業務（第214条―第220条）
- 第8章 補則（第221条―第226条）
- 第9章 罰則（第227条―第231条）
- 附則